# (6329) Hikonejyo
(6329) Hikonejyo (1992 EU1) – planetoida z pasa głównego asteroid okrążająca Słońce w ciągu 3,36 lat w średniej odległości 2,24 j.a. Odkryta 12 marca 1992 roku.